# 東川町郷土館
東川町郷土館（ひがしかわちょうきょうどかん）は、北海道上川郡東川町にある郷土博物館。

## 概要
1982年7月9日に開館。主に開拓時代の資料、生活、旭川電気軌道の電車車両(モハ101)・資料等を展示している。また、この郷土館の建物は、1949年に建築された旧東川町役場を移築した上で利用されている。

## 所在地
- 北海道上川郡東川町東町1丁目16番2号

## 周辺
- 東川町役場
- 道の駅ひがしかわ「道草館」